# Accademia reale di belle arti di Anversa
L'Accademia di belle arti di Anversa (in olandese: Koninklijke Academie voor Schoone Kunsten van Antwerpen) è una scuola d'arte belga. L'Accademia esiste dal 1663 ed è la quarta più antica accademia d'arte in Europa dopo l'Accademia di belle arti di Roma, l'Académie royale de peinture et de sculpture di Parigi e l'Accademia di belle arti di Firenze.

## Storia
Fu fondata nel 1663 da David Teniers il Giovane, pittore di corte dell'arciduca Leopoldo Guglielmo d'Austria e Giovanni d'Austria. Teniers, maestro della Gilda di San Luca, chiese al re spagnolo Filippo IV, allora sovrano dei Paesi Bassi spagnoli, di emanare un editto reale per l'istituzione di un'Accademia di Belle Arti ad Anversa.
Jacob Jordaens, Artus Quellinus il Vecchio, Ambrose Brueghel, Gonzales Coques e molti altri insegnarono all'Accademia. L'11 dicembre 1684, gli insegnanti emisero il primo regolamento per l'Accademia, che entrò in vigore il 6 novembre 1690. Grazie a prestiti, nuovi fondi e aule, nel 1694 poté essere aperta una nuova classe all'inizio del corso invernale. Nel 1699, i corsi invernali dovettero essere sospesi a causa di problemi finanziari. L'impoverimento totale della Gilda di San Luca costrinse l'accademia alla resa nel 1741.
Su suggerimento degli scultori architetti Jan Pieter van Baurscheit il Giovane e Alexander van Papenhoven, sei artisti di Anversa proposero alla gilda di prendere il controllo e dirigere l'accademia stessa. La gilda inizialmente accettò e affidò la gestione e le premesse di questo gruppo di artisti. La classe fu riaperta il 2 ottobre 1741. Dopo questo successo, la gilda tentò di riprendere il controllo dell'accademia, ma l'8 gennaio 1742 la città decise di affidare l'amministrazione ai sei artisti. Il 25 gennaio 1757, Jacob Van der Sanden fu nominato primo segretario dell'Accademia. Lo scultore Jan Tassaert e i pittori Marten Jozef Geeraerts, Andries Cornelis Lens e Willem Herreyns e, in tempi più recenti, Olivier Strebelle, sono state alcune delle personalità dell'accademia. A partire dal 1769, l'Accademia ricevette anche un sussidio annuale dallo stato.
Oggi l'accademia forma un dipartimento della Artesis Hogeschool Antwerpen.

## Direttori (dal 1762) e decani (dal 1996)
- 1762-1777 — Pieter Franciscus Martenisie
- 1778-1794 – André-Bernard de Quertenmont
- 1798-1827 – Guillaume Herreyns
- 1827-1839 – Mathieu-Ignace Van Brée
- 1840-1852 – Gustave Wappers
- 1852-1855 – Jan Antoon Verschaeren
- 1855-1879 – Nicaise de Keyser
- 1880-1885 – Jozef Geefs
- 1885-1890 – Charles Verlat
- 1891-1900 – Albrecht De Vriendt
- 1901-1923 – Juliaan de Vriendt
- 1923-1936 – Émile Vloors
- 1936-1945 – Isidore Opsomer
- 1946-1946 – Constant Permeke
- 1946-1949 – Isidore Opsomer
- 1949-1962 – Julien Creytens
- 1962-1977 – Mark Macken
- 1977-1983 – L.Theo Van Looij
- 1983-1991 – Gerard Gaudaen
- 1991-1992 – Walter Villain
- 1992-1995 – Johan Swinnen, ultimo direttore
- 1996-1997 – Jan Peeters, primo decano
- 1997-2004 – Raf De Smedt
- 2005- – Eric Ubben